# Aristoteles, Werke in deutscher Übersetzung
Aristoteles, Werke in deutscher Übersetzung ist der Titel der gegenwärtig maßgeblichen Gesamtausgabe der Schriften des antiken griechischen Philosophen Aristoteles in deutscher Übersetzung (aufgenommen sind auch Aristoteles zugeschriebene Schriften, deren Echtheit umstritten oder widerlegt ist; siehe dazu Corpus Aristotelicum). Die Reihe ist noch nicht abgeschlossen, umfasst derzeit (2021) etwa 30 Bände und erscheint im Verlag Walter de Gruyter in Berlin (bis 2019 im Akademie-Verlag, Berlin). Neben der Übersetzung der aristotelischen Schriften enthalten die Bände auch ausführliche Kommentare derselben, jedoch keinen griechischen Originaltext. Ältere Bände erhalten auch Neubearbeitungen, so die Nikomachische Ethik durch Dorothea Frede.
Begründer und erster Herausgeber war Ernst Grumach (1956–1967), sein Nachfolger Hellmut Flashar (1967–2008); seit 2009 ist Christof Rapp Gesamtherausgeber.

## Bände
In Klammern angegeben sind die jeweiligen Bearbeiter der einzelnen Bände.
- 1.I. Kategorien (Klaus Oehler) 4., gegenüber der 2., durchgesehene, unveränderte Auflage, 2006; 2. Auflage 1986; 1. Auflage 1984
- 1.II. Peri hermeneias (Hermann Weidemann) 3., überarbeitete und verbesserte Auflage 2014; 2., veränderte Auflage 2002; 1. Auflage 1994
- 2. Topik (in Vorbereitung)
- 3.I.1. Analytica priora. Buch I (Theodor Ebert, Ulrich Nortmann) 2007
- 3.I.2. Analytica priora. Buch II (Niko Strobach, Marko Malink) 2015
- 3.II. Analytica posteriora (Wolfgang Detel) 1993
- 4. Rhetorik (Christof Rapp) in zwei Halbbänden, 2002
- 5. Poetik (Arbogast Schmitt) 2008
- 6. Nikomachische Ethik (Franz Dirlmeier) 10. Auflage 1999; Neubearbeitung (Dorothea Frede) 2020 in zwei Halbbänden
- 7. Eudemische Ethik (Franz Dirlmeier) 4. Auflage 1985, 1. Auflage 1962
- 8. Magna moralia (Franz Dirlmeier) 5. Auflage 1983, 1. Auflage 1958
- 9.I. Politik. Buch I (Eckart Schütrumpf) 1991
- 9.II. Politik. Buch II und III (Eckart Schütrumpf) 1991
- 9.III. Politik. Buch IV – VI (Eckart Schütrumpf) 1996
- 9.IV. Politik. Buch VII – VIII (Eckart Schütrumpf) 2005
- 10.I. Staat der Athener  (Mortimer Chambers) 1990
- 10.II. Oikonomika (Renate Zoepffel) 2006
- 11. Physikvorlesung (Hans Wagner) 5. Auflage 1995, 1. Auflage 1967
- 12.I/II. Meteorologie. Über die Welt (Hans Strohm) 3. Auflage 1984, 1. Auflage 1970
- 12.III. Über den Himmel (Alberto Jori) 2009
- 12.IV. Über Entstehen und Vergehen (in Vorbereitung) 2010
- 13. Über die Seele (Willy Theiler) 8. Auflage  2006, 1. Auflage 1959
- 14.I. Parva naturalia I. De sensu et sensibilibus. De somno et vigilia. De longitudine et brevitate vitae. De vita et morte. De respiratione (in Vorbereitung)
- 14.II. Parva naturalia II. De memoria et reminiscentia (Richard A. H. King) 2004
- 14.III. Parva naturalia III. De insomniis. De divinatione per somnum (Philip J. van der Eijk) 1994
- 15. Metaphysik (in Vorbereitung)
- 16.I Zoologische Schriften I: Historia animalium, Buch I und II (Stephan Zierlein) 2013
- 16.II Zoologische Schriften I: Historia animalium, Buch III und IV (in Vorbereitung)
- 16.III Zoologische Schriften I: Historia animalium, Buch V (Katharina Epstein) 2019
- 16.IV Zoologische Schriften I: Historia animalium, Buch VI und VII (in Vorbereitung)
- 16.V Zoologische Schriften I: Historia animalium, Buch VIII und IX (Stefan Schnieders) 2019
- 17.I. Zoologische Schriften II: I. Über die Teile der Lebewesen (Wolfgang Kullmann) 2007
- 17.II. Zoologische Schriften II: II. Über die Bewegung der Lebewesen. Über die Fortbewegung der Lebewesen (Jutta Kollesch) 1985
- 18.I. Opuscula I. Über die Tugend (Ernst A. Schmidt) 3. Auflage 1986, 1. Auflage 1965
- 18.II/III. Opuscula II / III. Mirabilia (Hellmut Flashar). De Audibilibus (Ulrich Klein) 3. Auflage 1990, 2. Auflage 1981
- 18.IV. Opuscula IV. De plantis (in Vorbereitung)
- 18.V. Opuscula V. De coloribus (Georg Wöhrle) 2000
- 18.VI. Opuscula VI. Physiognomonica (Sabine Vogt) 2000
- 18.VII. Opuscula VII. De lineis insecabilibus (in Vorbereitung)
- 18.VIII. Opuscula VIII. Mechanik (in Vorbereitung)
- 18.IX. Opuscula IX. De Melisso Xenophane Gorgia (in Vorbereitung)
- 19. Problemata physica (Hellmut Flashar) 4. Auflage 1991, 1. Auflage 1962
- 20.I. Fragmente zu Philosophie, Rhetorik, Poetik, Dichtung (Hellmut Flashar, Uwe Dubielzig, Barbara Breitenberger), 2006
- 20.II. Über die Lehrmeinung der Pythagoreer (in Vorbereitung)
- 20.III. Historische Fragmente (Martin Hose) 2002
- 20.IV. Naturwissenschaftliche Fragmente (in Vorbereitung)